# 関西ウィーク
『関西ウィーク』（かんさいウィーク）は、NHKが、毎年10月末 - 11月初旬の1週間を利用して、大阪放送局並びに関西圏各放送局が制作する全国放送番組や近畿に関連した特集番組を特に集中編成して展開する企画。
大阪局が2001年11月に現在の新局舎を大阪市中央区大手前（旧局舎前）に完成したことを記念して行われているもので、2000年までは、5年ごとの開局記念年度が実施された時に、NHK大阪の開局日（1925年6月1日）に合せて6月に行われていた。
一時期、わが心の大阪メロディーも参加していた。

## 概要
- 期間中は、『土曜スタジオパーク』など、一部の情報ワイド番組が大阪発となるほか、ゴールデンタイムの番組も関西をテーマにした内容に特化して放送される[注 1]。BSでも、関西にちなんだ内容の番組が編成される。
- また関西向けの地域放送でも特集編成を充実させている。
- 原則11月3日の文化の日前後の週末（2006年度は11月5日までの3連休に開催）には、このイベントの集大成ともいえる「BKワンダーランド・大阪放送局施設見学会」も毎年実施されている。見学会では、NHK大阪放送局で製作される連続テレビ小説のヒロインによるトークイベントや、スタジオセットの見学会、またデジタル放送の体験イベントなどのアトラクションが実施されている。
- 2022年は10月14日（10:05） - 10月15日（19:00）にかけて、総合テレビにて一部全国向け放送も交えつつ、「めっちゃ関西 秋の1ch感謝祭」[注 2]（総合司会：武田真一）を生放送した。同企画では『舞いあがれ!』などNHK大阪局が全国向けに生放送している番組、あるいはローカル番組の特別編成やイベントを集中的に組むものである[1]。

参加番組一覧（登場順）
- えぇトコ
- ロコだけが知っている
- 探検ファクトリー（15日は全国放送）
- 舞いあがれ!（14日生放送と15日の週間総集編第2週は全国放送　15日午前9時 - 11時54分に「中継スペシャル」を近畿・九州（沖縄を含み一部地域除く）で生放送）
- 列島ニュース（14日全国生放送）
- 京コトはじめ（14日全国生放送）
- 歴史探偵
- バリバラ（通常はEテレで生放送）
- ニュース きん5時（14日全国生放送）
- ほっと関西（サタデー含む）
- かんさい熱視線
- ニュースウオッチ9（通常は東京本部放送センター製作だが、14日は武田をMCに大阪発全国生放送）
- ドキュメント72時間（通常は東京本部放送センター製作の新作を放送するが、14日は関西の各放送局が制作した3編をアンコール放送）
- 鉄オタ選手権（関西関係のシリーズ7編を14日深夜-15日未明アンコール放送）
- とっておき!朝から笑タイム
- 土曜スタジオパーク（15日に近畿大学東大阪キャンパス講堂から全国生放送）
- 宝塚レビューセレクション（BSプレミアムで放送されたもののチャンネルを変えての再放送）
- 2023年は11月3日 - 11月5日にかけて、「来て！見て！ BK大感謝祭」（総合司会：高瀬耕造、嶋田ココ）を開催された。